# Felsőváros (Szeged)
A Felsőváros Szeged egyik történelmi városrésze, amely hozzávetőlegesen a Kiskörút és a Nagykörút között, Szeged belvárosától északkeletre helyezkedik el. A Nagykörúttól északkeleti irányban, de azon kívül eső részét az 1970-es években lebontották, és a helyén lakótelepeket építettek.
A Felsőváros Szeged három középkori, - a környezetéhez képest magasabban elhelyezkedő településmagjának az egyike. A középkort derekától kezdve egészen a 20. századig a szegedi kézművesség, céhesség, vízi élet, és a tiszai közlekedés központja volt. Erre Felsőváros utcanevei is utalnak (például Hajós utca, Sóhordó utca, Bárka utca, Maros utca).
Sókamarája (a Maroson szállított erdélyi só révén) már a kezdetektől komoly forgalmat bonyolított le.
Tabán nevű részében a török tímárság élt, - és a híres lapos sarkú, hímzett virágmintákkal díszített szegedi papucsot készítő papucsosság is ebből a szakmából alakult ki. Szeged-Felsővároson 1908-ban 5 mester és 10–12 segéd hozta létre az „Első szegedi cipő-, csizma- és papucsipari szövetkezet”-et. E papucs különlegessége nem csak a rikító, főként piros színe hanem a szimmetrikussága a hagyományos ,,egylábas" kaptafa alkalmazása miatt. Felsőváros másik része a hódoltság alatt a Fazékször, ahol a nevezetes szegedi bokályokat készítették.
Felsőváros temploma a Szent Miklós-templom. Közelében áll a minorita rendház 18. század közepén épült műemlék jellegű épülete. Fontosabb felsővárosi intézmények: az Ifjúsági Ház, a Pick Szeged Zrt. egyik épülete a Novotel Szálloda, a szegedi hajókikötő.
Felsőváros népi világát főként Dugonics András, Kálmány Lajos és Tömörkény István örökítette meg.

## Nevezetes épületei
- Szent Miklós-templom – a felsővárosi római katolikus templom, előtte a Golgotát ábrázoló barokk feszület áll. 1754 és 1767 között építették, majd az 1887. évi tűzvész után helyreállították. A templom és berendezése barokk hatást tükröz. A barokk templompadok védett műkincsek.
- A minorita rend épülete (Szent György tér)
- IH Rendezvényközpont – a Szegedi Ifjúsági Ház az 1970-es években épült a korra jellemző építészeti megjelenéssel.Az ezt követő közel harminc évben kisebb felújítások történtek ugyan, de az épület lényegében érintetlen maradt. Mivel a funkcióját egyre kevésbé tudta ellátni, így egy átfogó rekonstrukció vált szükségessé, amely 2007 és 2008 között meg is történt.
- Novotel Szálloda – A 8 emeletes, négycsillagos szálloda 136 szobával, 6 lakosztállyal, étteremmel, bárral, fitness- és konferencia-rendezési lehetőségekkel 1977 óta várja vendégeit.
- Pick szalámigyár – Az 1990-ben a Felső Tisza-partra áttelepített szalámigyárat fekvése különösen alkalmassá tette a szalámikészítésre, mert az állandó tiszai levegő kedvező klimatikus viszonyokat biztosított az érleléshez.

## Galéria

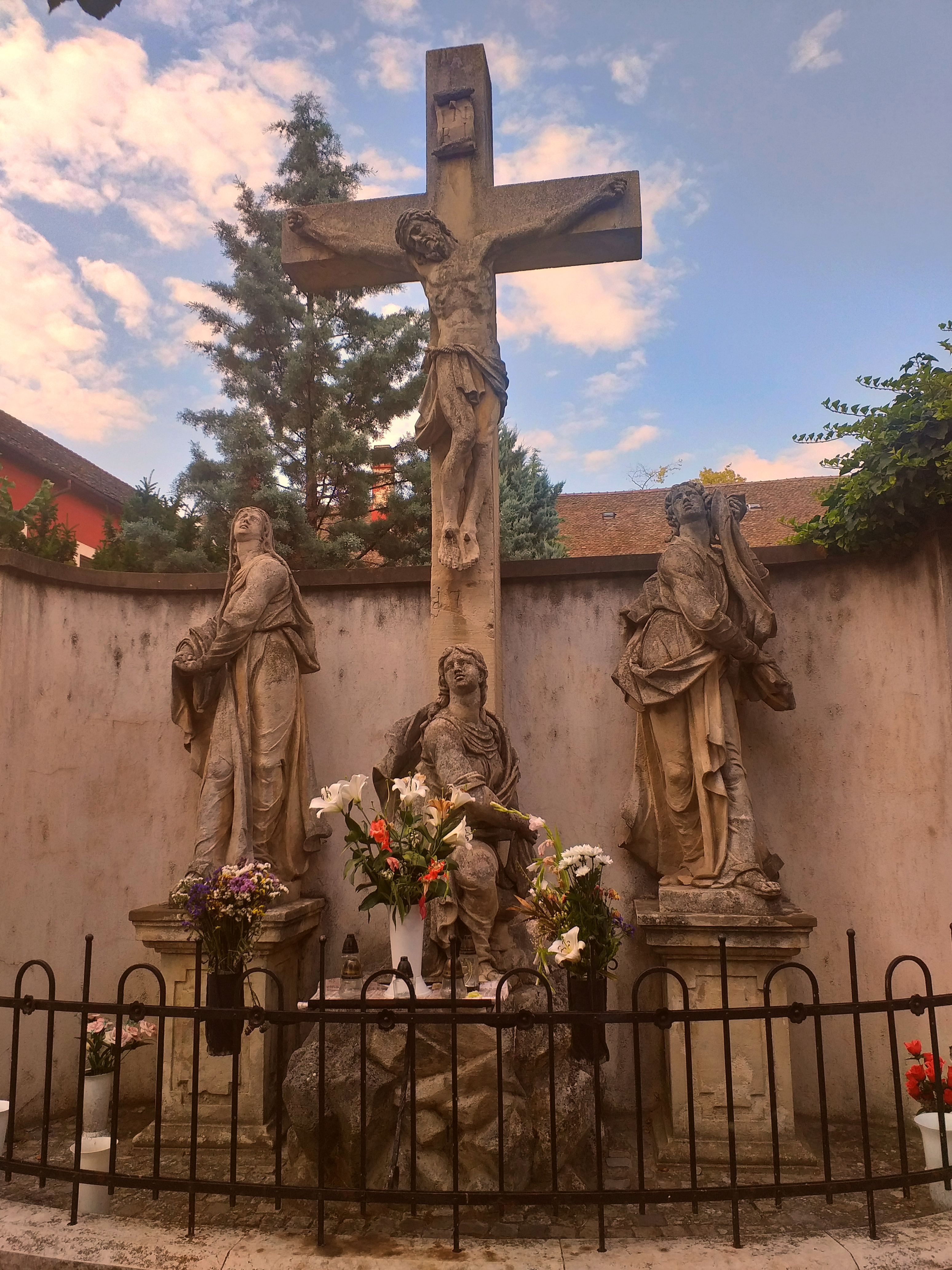
Feszület Szeged Felsővárosában, a Munkácsy utcában
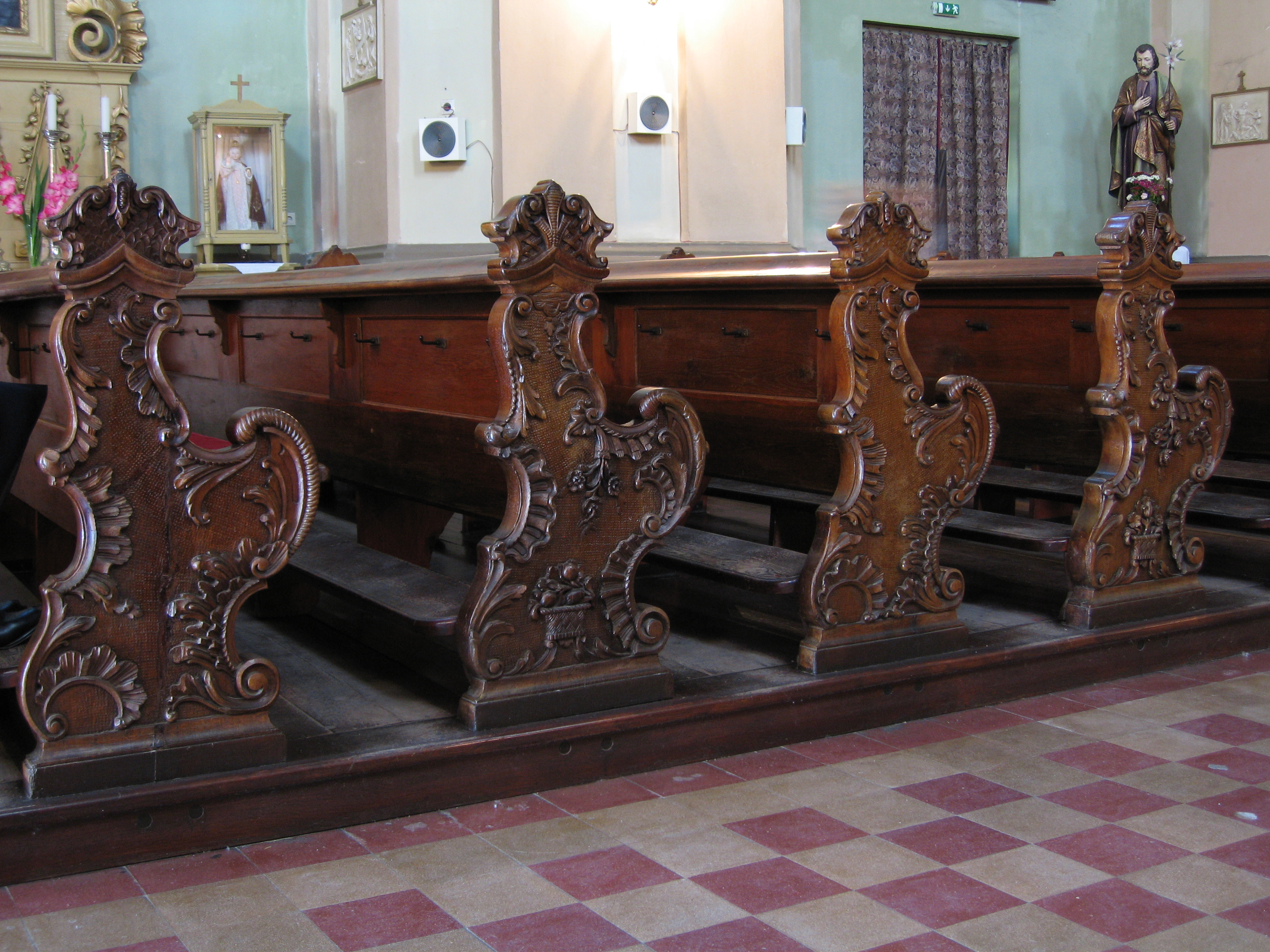
A felsővárosi templom faragott padjai
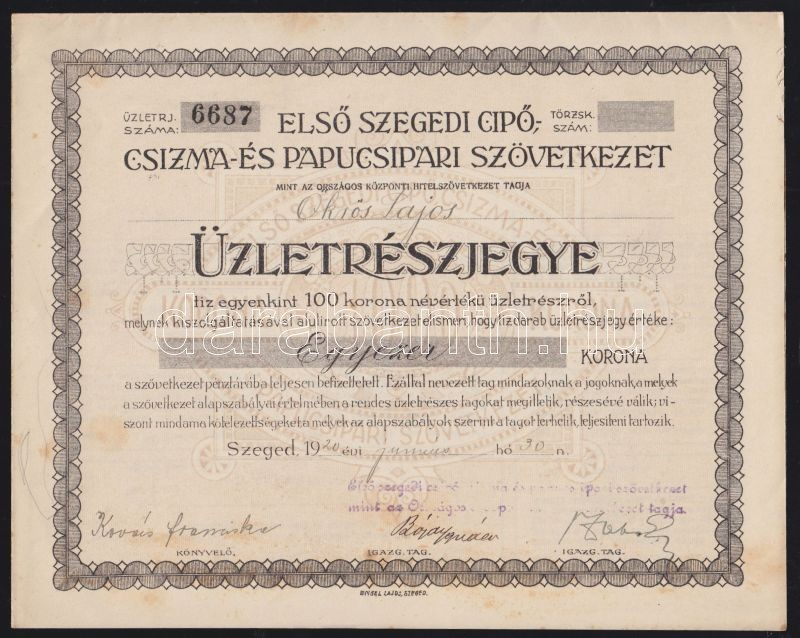
Első szegedi cipő-csizmadia és papucsipari szövetkezet üzletrészjegye
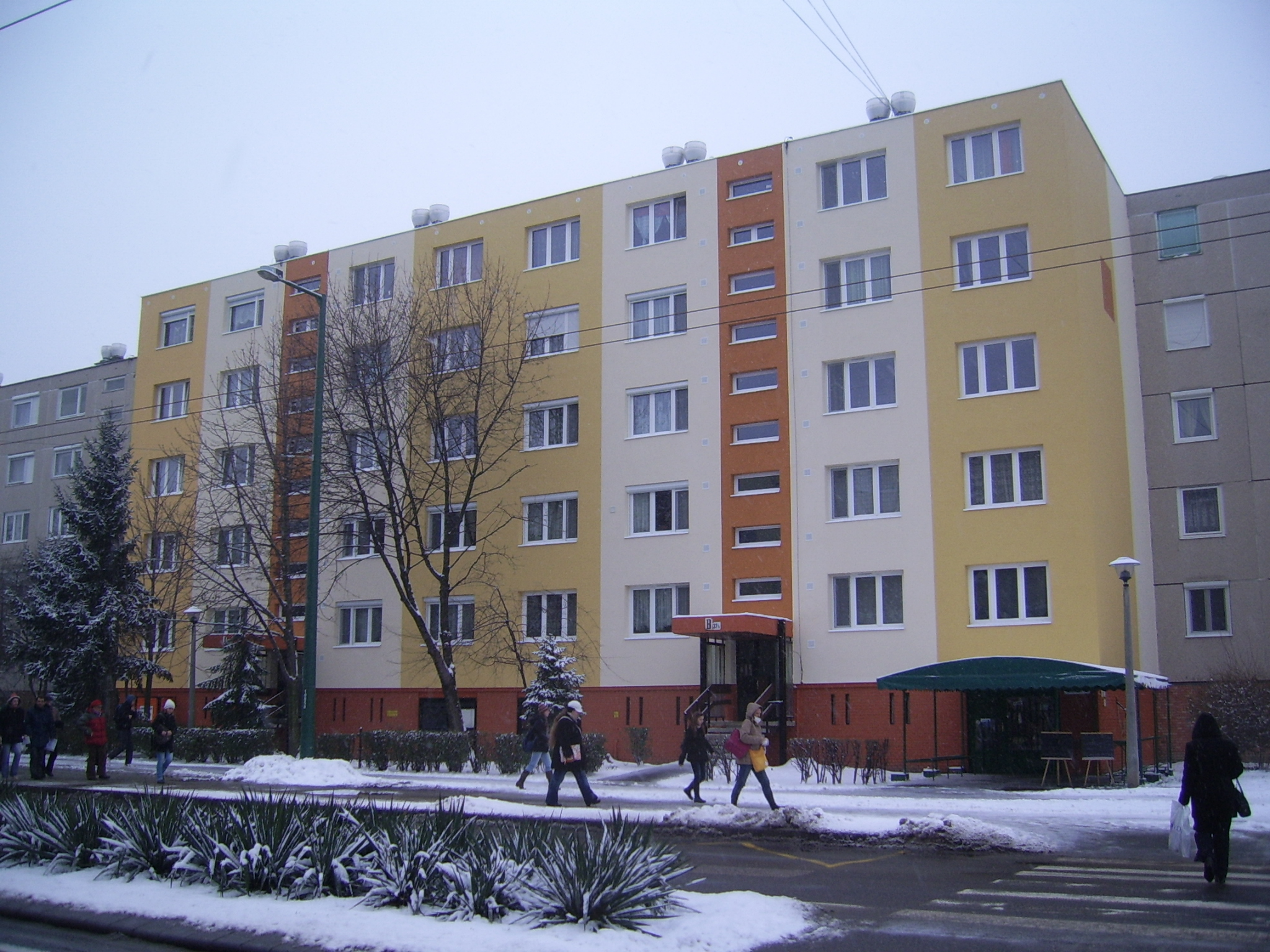
Felújított panelház
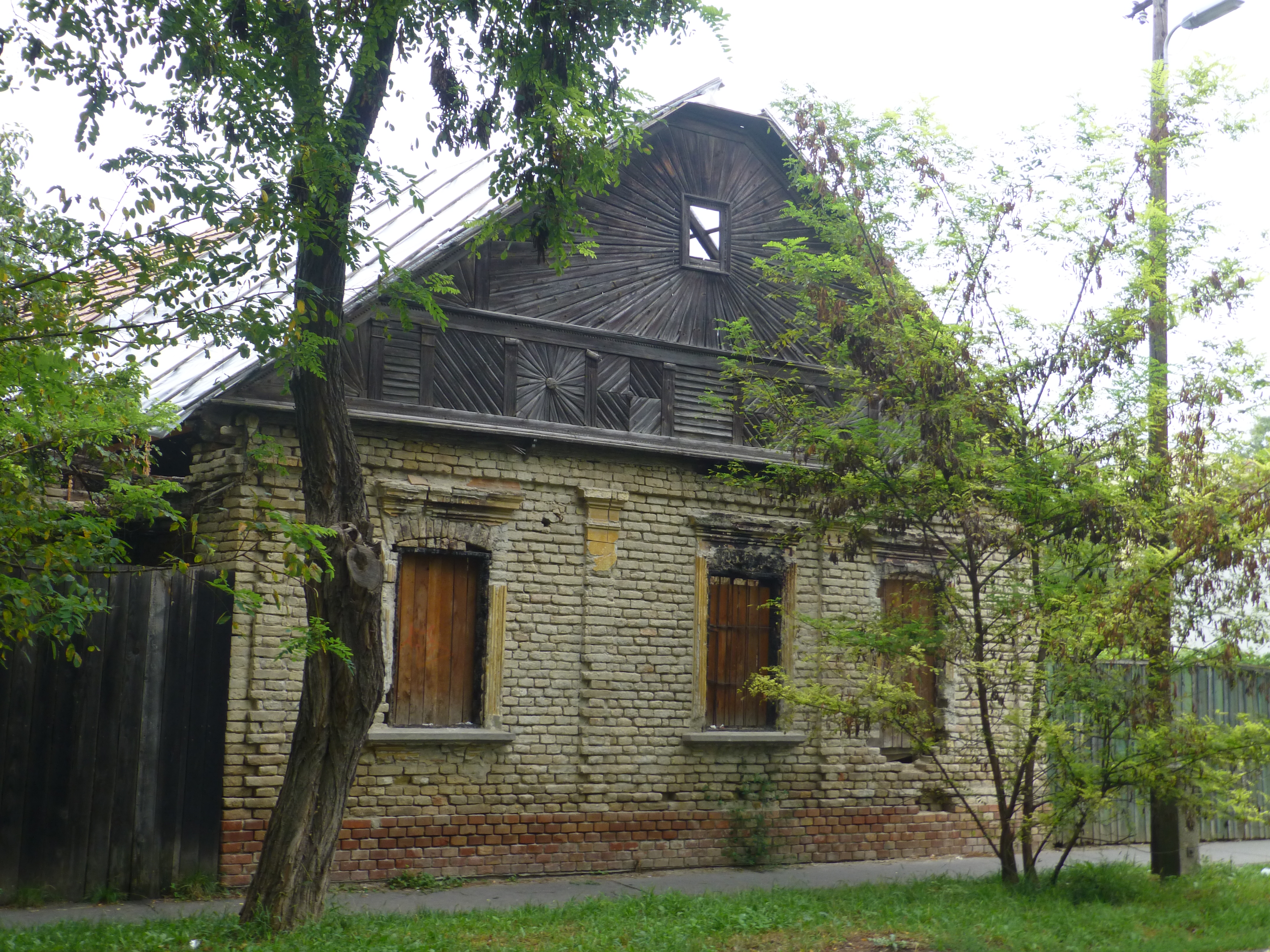
A Kakuszy-ház